# Фециали
Фециали /лат. fetiales/ - римска колегия от 20 жреци, които изпълнявали службата на пълномощници на Рим пред чуждите народи за водене на преговори, обявяване на война и сключване на мир при спазване на определени религиозни обреди. Вън от границите на Рим били изпращани двама фециали: „вербенарият“, който носел със себе си изтръгната с корените трева от твърдината на Рим (олицетворение на родната земя, а също така знак за неприкосновеност и посланичество), и жрецът-старейшина, който носел скиптър и кремък (символите на римската власт и сила) и представлявал римската община така, както pater familiae представлявал своето семейство. При обявяването на война се преминавало през три етапа: искане на удовлетворение; след изтичането на 30 дни - призоваване на боговете за свидетели на нанесените щети; след още три дни - утвърждаване от Народното събрание на сенатско решение за обявяване на войната. Ритуалът завършвал с хвърлянето на окървавено копие в пределите на противника и така войната за възмездие се смятала за справедлива. При сключването на мир единият заколвал с каменен нож свиня - вид очистителен обред. Основаването на колегията се приписва на римските царе Нума Помпилий и Анк Марций. При обявяването на война се принасяло в жертва прасе, след което по посока на вражеската територия се хвърляла окървавена хаста. Този обред формално осигурявал на Рим воденето на справедлива война — bellum iustum (pium). От 280 пр.н.е., по време на войната с Пир, за вражеска територия се приемал храма на Белона, пред които се хвърляли копията.